# 外尾悦郎

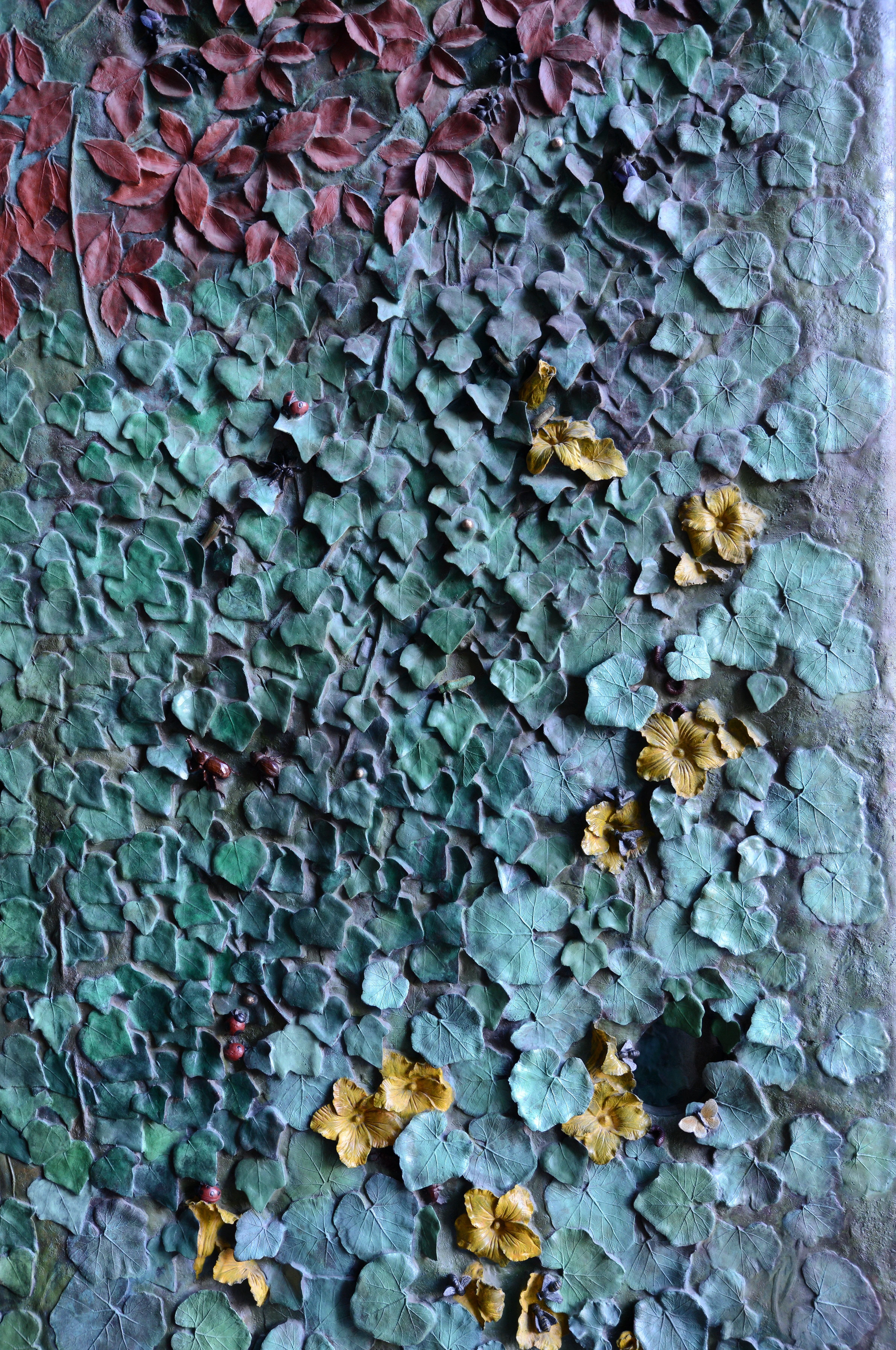
2000年に完成させた「生誕の門」

外尾 悦郎（そとお えつろう、1953年 - ）は、日本の彫刻家。カタルーニャ、バルセロナのサグラダ・ファミリア主任彫刻家。
福岡県福岡市出身。京都市立芸術大学美術学部彫刻科卒業。サン・ジョルディ・カタルーニャ芸術院会員。京都嵯峨芸術大学客員教授。

## 経歴
福岡雙葉小学校附属幼稚園、福岡教育大学附属福岡小学校、福岡教育大学附属福岡中学校、福岡県立福岡高等学校、京都市立芸術大学美術学部彫刻科卒業。中学校・高校定時制の非常勤講師を経て、1978年にスペインのバルセロナに渡りアントニ・ガウディの建築、サグラダ・ファミリアの彫刻に携わる。2013年からはサグラダ・ファミリア主任彫刻家に任命され、ガウディの残した設計図からサグラダ・ファミリアに組み込まれる彫刻などの装飾を総監督している。
2001年、ネスレ日本のネスカフェゴールドブレンドのCMに出演する。
2000年に完成させた「降誕の門」が、2005年にアントニ・ガウディの作品群としてユネスコの世界遺産に登録された。2012年、国際社会で顕著な活動を行い世界で日本の発信に貢献したとして、内閣府から「世界で活躍し『日本』を発信する日本人」の一人に選ばれた。
2024年にはローマ教皇庁によるラツィンガー賞を、日本人で初めて受賞した。

## 家族
妻はピアニストの比石妃佐子。2012年1月17日放送の「徹子の部屋」（テレビ朝日系）に夫婦で出演。

## 受賞
- 2002年 - リャドロ・アート・オブ・スピリット賞、福岡県文化賞（交流部門）
- 2009年 - 2008年度外務大臣表彰受賞（日本とスペインとの文化交流の促進の功績）[1]
- 2011年 - カトリック文化国際賞（2011年）
- 2012年 - ミケランジェロ・ディ・カララ賞[1]
- 2014年 - AEFEによるヨーロピアン・ゴールデン・クロス賞、ガウディ・グレソル賞[5]
- 2020年 - 文化庁長官表彰[6]

など、国内外で受賞多数。

## おもな作品
- 「ナシミエント」（静岡県賀茂郡松崎町）
- 「老人と子供」（静岡県賀茂郡松崎町）
- 「松の実」（福岡県福岡市中央区 地行中央公園） - 1993年、福岡ドーム完成記念として制作。本来は噴水としてデザインされたが、2005年3月20日の福岡県西方沖地震で内部の配管が壊れ、修理が困難なため、以後水は流されずオブジェとなっている[要出典]。
- 「子どもたちの合唱団」（福岡県福岡市内）- サグラダ・ファミリアの生誕の門上部に約10年間試作展示されていた計9体から構成される石膏彫刻群。本制作品完成後に取り外され、通常は取り壊されるところ例外的に外尾の故郷の福岡市へ移送されたが、極めて壊れ易いこともあり、外尾が一時帰国した2016年に組み立てられた以外、約20年間に亘り非公開で保管されている[要出典]。
- 「サンタ・マリア・デル・フィオーレ大聖堂（イタリア　フィレンツェ）祭壇の聖書を置く説教壇」700年間仮のままだった祭壇を完成するため、世界中から芸術家を選び、そのコンクールがずっと行われていたが、最終的に外尾に決まった。説教壇は2015年11月1日に仮設置を終え、無事一般公開された。（外尾のFacebookの発表より）

## おもな著書

### 主著
- 外尾悦郎『バルセロナ石彫り修業』筑摩書房〈ちくま少年図書館 97 社会の本〉、1985年11月1日。ISBN 978-4480040978。 NCID BN05654247。
- 外尾悦郎『バルセロナにおいでよ』筑摩書房〈ちくまプリマーブックス〉、1990年6月1日。ISBN 978-4480041401。 NCID BN06249368。
- 外尾悦郎『ガウディの伝言』光文社〈光文社新書〉、2006年7月14日。ISBN 978-4334033644。 NCID BA77648634。
- 外尾悦郎 著、宮崎真紀 訳『サグラダ・ファミリア : ガウディとの対話』原書房、2011年11月17日。ISBN 978-4562047482。 NCID BA77648634。
- 外尾悦郎『Sotoo Etsuro Kotonoha 1973-2016- : 外尾悦郎彫刻作品集』ソトオ企画、2016年12月1日。 NCID BB28039761。
- 外尾悦郎『時の中の自分――サグラダ・ファミリア「石のマエストロ」魂をはぐくむメッセージ』天理教道友社、2022年9月1日。ISBN 978-4807306534。 NCID BC16821467。

### 共著
- 松倉保夫、外尾悦郎、山本伸生、矢代真己、佐々木睦朗、延藤安弘、森枝雄司 著、INAXギャラリー企画委員会 編『ガウディのフニクラ : カタルーニャの曲線』INAX出版〈LIXIL BOOKLET〉、1996年6月1日。ISBN 978-4872755534。 NCID BN1482169X。
- 山村健、外尾悦郎、鈴木勝雄、ジョルディ・ファウリ、佐々木睦郎、馬場まどか、久保田舞美 著、鳥居徳敏 編『ガウディとサグラダ・ファミリア展 展覧会カタログ』INAX出版、2023年6月13日。 NCID BD02488414。

## 出演

### 映画
- 『創造と神秘のサグラダ・ファミリア』2012年製作／94分／G／スイス

### CM
- ネスレ日本 ネスカフェ「ゴールドブレンド」（2001年）
- NTTコミュニケーションズ（2010年）

### ドキュメンタリー
- ABC創立50周年スペシャル　「たけし&所のサイエンスアドベンチャー 遥かなる人類への旅」（2000年11月5日、朝日放送）
- 美の巨人たち ガウディ「サグラダ・ファミリア」（2011年9月17日、テレビ東京）[7]
- ザ・プレミアム 「ガウディの遺言 〜サグラダ・ファミリア100年の夢〜」（2016年3月5日、NHK BSP）[8]
- NHKスペシャル『サグラダ・ファミリア　天才ガウディの謎に挑む』 2019年1月6日、NHK総合[9]
- NHK BS4K『サグラダ・ファミリア〜世界一の塔に込めた希望〜』 2019年11月9日、NHK BS4K[10]
- NHK BS『サグラダ・ファミリア～輝く星の塔　マリアの祈り～』 2022年6月25日、NHK BS[11]
- 『永遠なるサグラダ・ファミリア 〜“未完”の世界遺産 2023〜』 2023年7月1日、NHK総合[12]
- 日曜美術館『永遠なるサグラダ・ファミリア 〜“神の建築家”アントニ・ガウディ〜』 2023年7月23日、NHK教育テレビジョン[13]
- NHKアカデミア 外尾悦郎(彫刻家)さん（2023年7月26日、2023年8月2日、NHK教育テレビジョン）
- NHKスペシャル 『サグラダ・ファミリア2023〜ガウディ 100年の謎に迫る〜』 2023年8月19日、NHK総合[14]